# 40e bataillon de tirailleurs sénégalais
Le 40e Bataillon de Tirailleurs Sénégalais (ou 40e BTS) est un bataillon français des troupes coloniales.

## Création et différentes dénominations
- -: Formation du 40e Bataillon de Tirailleurs Sénégalais

## Historique des garnisons, combats et batailles du40eBTS
- 08/08/1916: Le bataillon envoie 1 adjudant-chef, 3 caporaux et 122 tirailleurs du 81e BTS

### Sources et bibliographie
Mémoire des Hommes